# Užusaliai

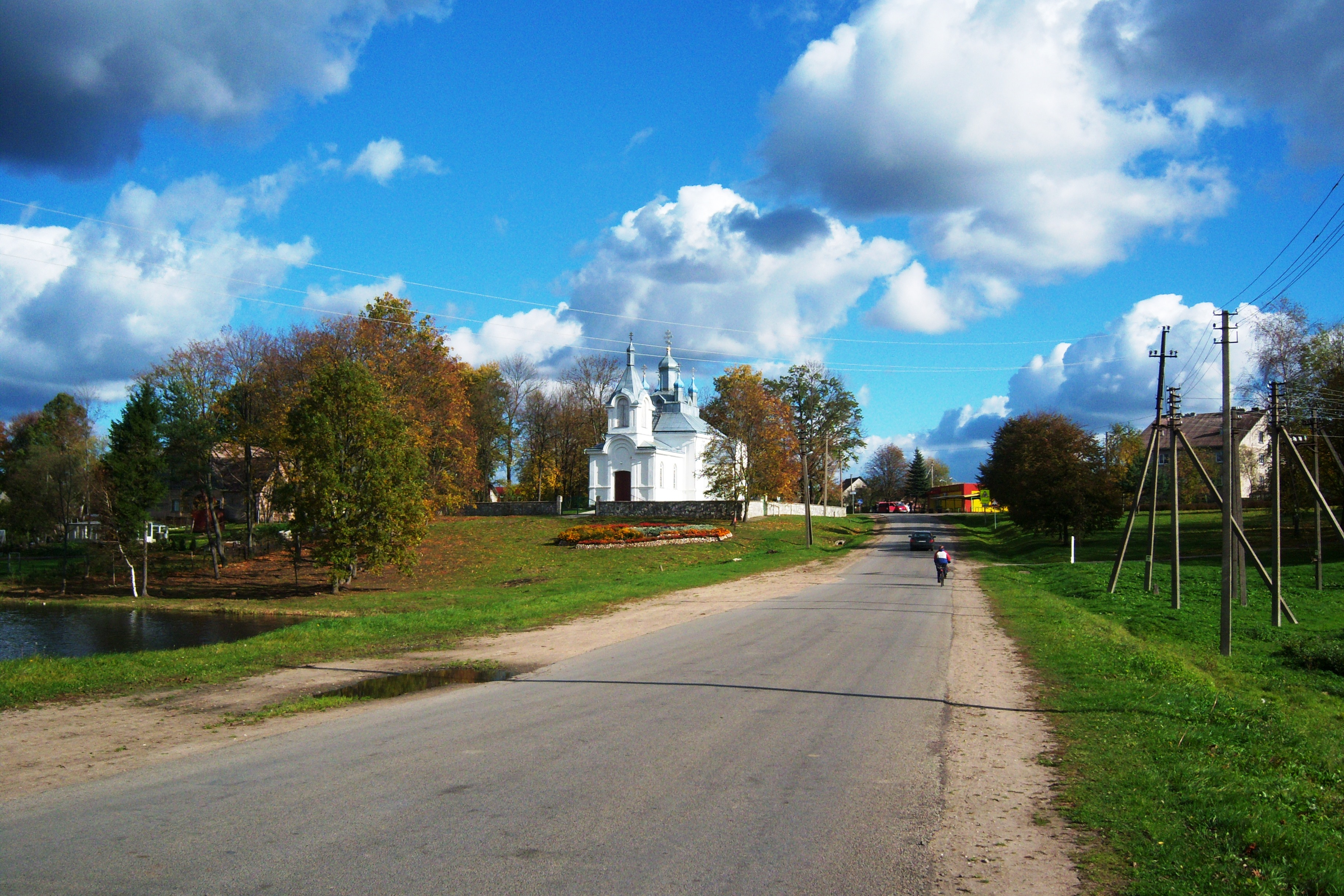
Dorf Užusaliai

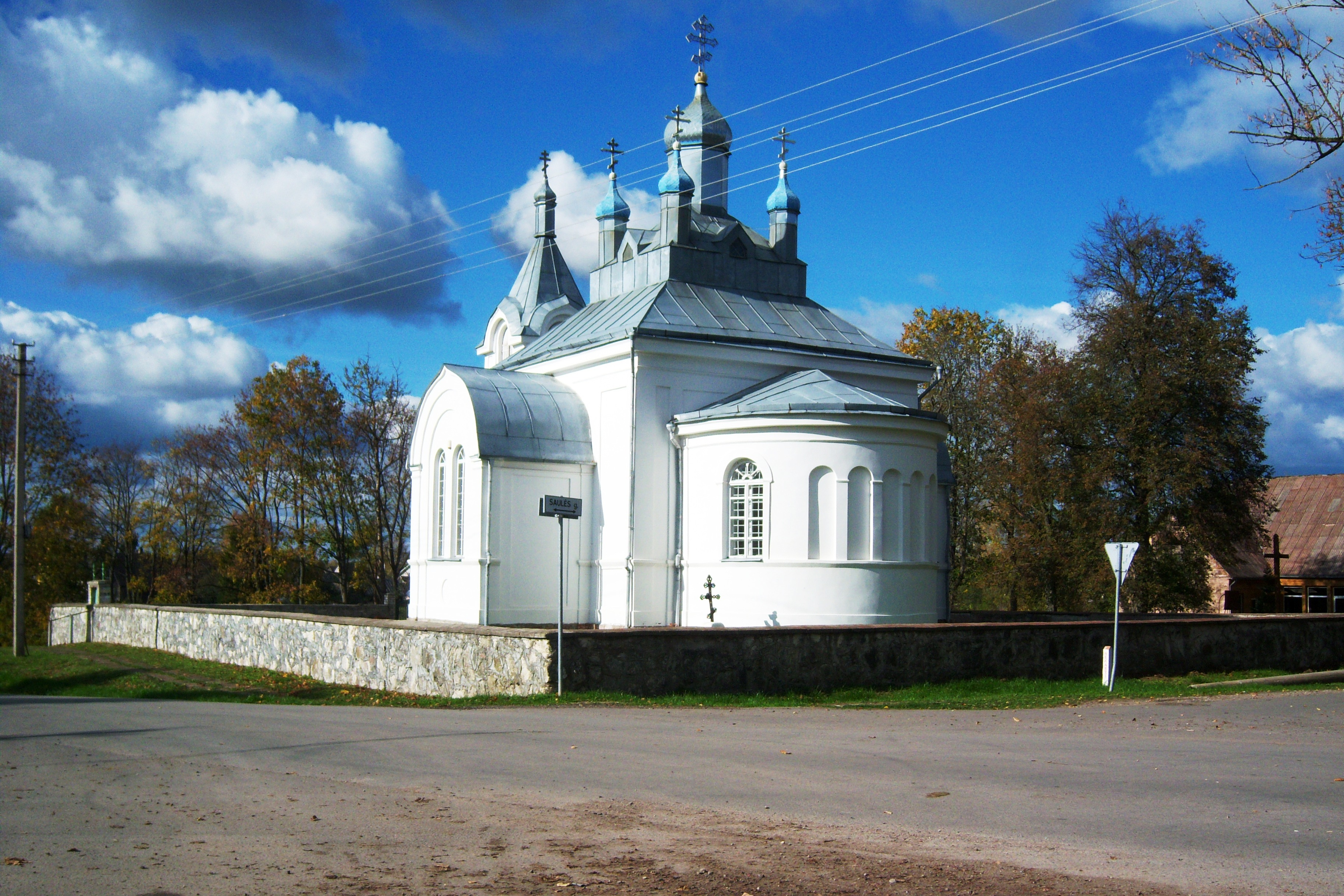
Russisch-Orthodoxe Kirche Užusaliai

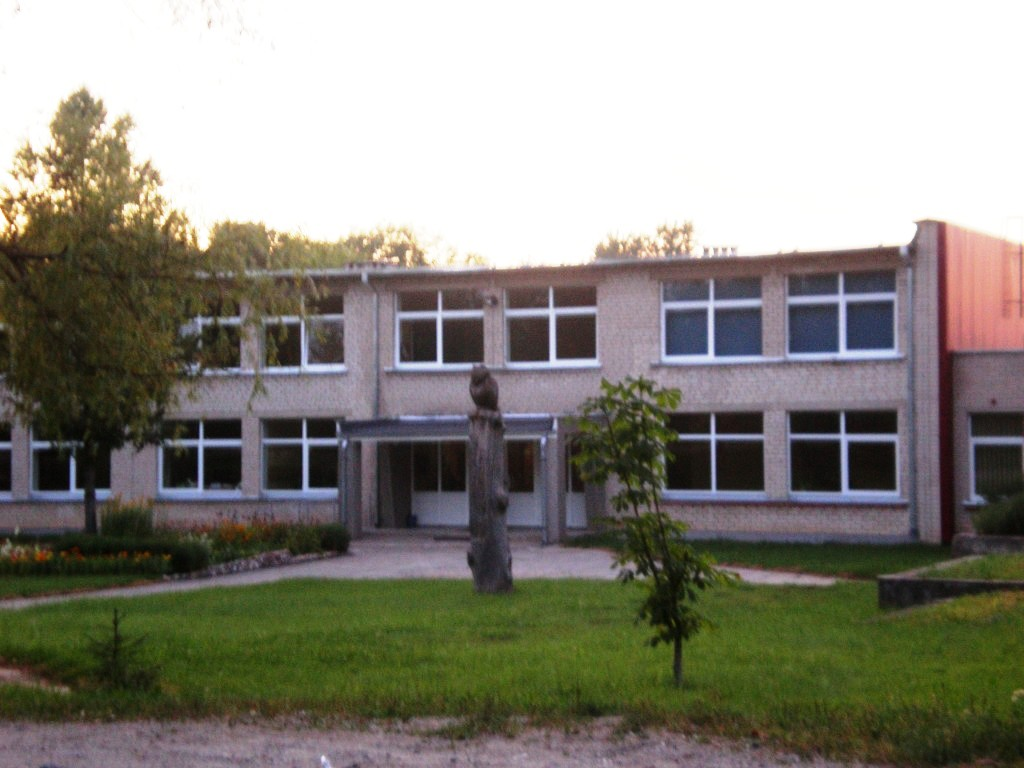
Hauptschule Užusaliai

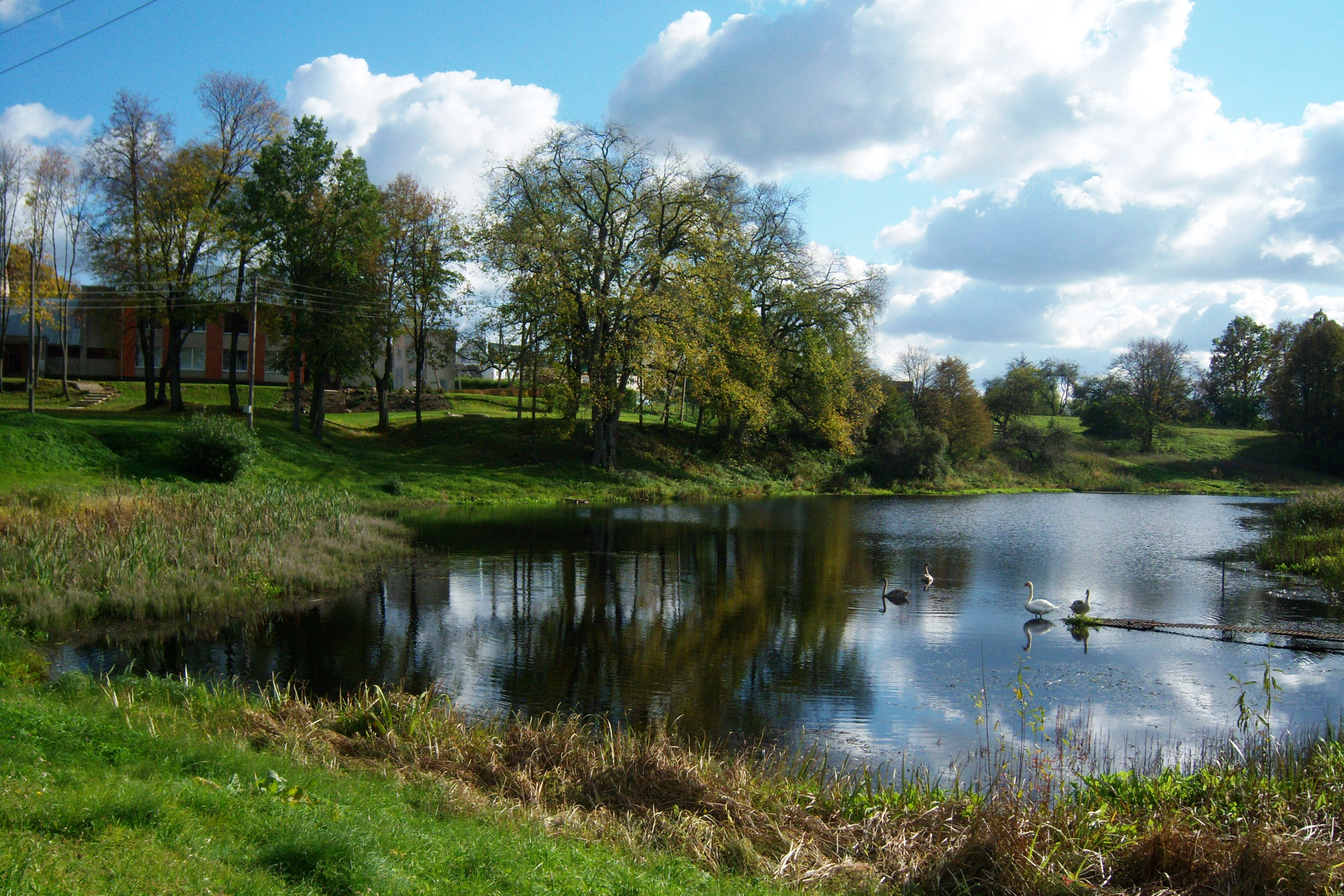
Stausee Užusaliai

Užusaliai ist ein Dorf mit 584 Einwohnern in der Rajongemeinde Jonava in Litauen, an der Eisenbahn Kaunas–Jonava, 25 km nordöstlich von Kaunas, 19 km von Jonava, 5 km von Išorai. Es ist das Zentrum des Amtsbezirks Užusaliai und eines Unteramtsbezirks. Es gibt eine Hauptschule, Bibliothek, Post (LT-55044), Kulturzentrum, Kirche, Friedhof und eine Pfarrgemeinde.

## Geografie
Durch das Dorf fließt die Šešuva und ihr Nebenfluss die Pravarta. Um Užusaliai gibt es viele Wälder und ein Moor sowie den Stausee Užusaliai.

## Geschichte
1744 wurde das Dorf urkundlich erwähnt. Während des Aufstands im Jahr 1863 wurde das Dorf niedergebrannt, die Einwohner vertrieben und deportiert. Im Anschluss ließen sich hier Russen nieder und das Dorf wurde in Aleksandrovskaja sloboda umbenannt, zu Ehren von Alexander Jaroslawitsch Newski (1220–1263). 1866 wurde die Alexander-Newski-Kirche gebaut und die Schule eingerichtet. Užusaliai wurde zum maskolischen Kirchendorf.
Im Jahr 1923 gab es 70 Häuser und 488 Einwohner. 1941 töteten deutsche Soldaten 48 Menschen. In der Sowjetzeit gründete man das Zentrum der Kolchose „Neues Leben“. Užusaliai wurde später zur Zentralsiedlung der Sowchose Kalnėnai, in der man ein sowjetisches Museum einrichtete.
2012 wurde das Wappen durch die litauische Präsidentin bestätigt.